# Pałac w Bojadłach
Pałac w Bojadłach – zabytkowy pałac w Bojadłach, w gminie Bojadła, w powiecie zielonogórskim.
Zespół pałacowo-parkowy znajduje się w centralnej części wsi Bojadła. Barokowy obiekt z dekoracją rokokową wybudowano na przełomie XVII/XVIII w.

## Historia
Pierwotna budowla barokowa na miejscu wcześniejszego założenia, powstała dla Adama von Kottwitz w 1707 r., uległa pożarowi w 1731 r. Na jej miejscu David Heinrich von Kottwitz wybudował pałac wraz z kordegardami w 1735 r.
Właścicielami pałacu była hrabiowska rodzina von Kottwitz (linia z Konotopu), gen. armii von Scheffer-Boyadel, obecnie Arkadiusz Michoński. Od 2014 r. w pałacu działa Fundacja Pałac Bojadła, której celem jest propagowanie zabytków rezydencjonalnych Środkowego Nadodrza oraz wspieranie ich właścicieli w udostępnianiu (wirtualnym i realnym).   Fundacja jest laureatem wielu nagród m.in. wyróżnienia NID za udział w Europejskich Dniach Dziedzictwa 2016 za przygotowanie wystawy Rezydencje Środkowego Nadodrza i ich słynni mieszkańcy.

## Opis
Budynek trójskrzydłowy, dwukondygnacyjny, pokryty dachami dwu i trój-spadowymi; wysokiej klasy dekoracją rokokową fasady. Od frontu fryz zwieńczony trójkątnym tympanonem zawierającą medalion z inskrypcją fundacyjną: David Heinrich Frayherr von Kottwitz i datą 1735. W latach 60. XVIII w. fasada została pokryta dekoracją rokokową, jedną z najwcześniejszych na Śląsku. Jako autora należy wskazać Dominicusa Mercka, wybitnego sztukatora tego okresu, działającego na Śląsku m.in. w opactwie w Henrykowie (na podstawie ustaleń  J. Gernata). Wyposażenie pałacu częściowo zachowane: stolarka z XVIII i XIX w., dwa kominki barokowe oraz dwa kominki historyzujące w sali balowej. Park przypałacowy nietypowo umieszczony po drugiej stronie drogi dojazdowej prowadzącej do pałacu i kościoła. Pierwotnie barokowy ogród z parterami kwiatowymi. XVIII-wieczny układ parku nadal czytelny.
Nad oknem na pierwszym piętrze kartusz z herbami Davida Heinricha von Kottwitz (1679-1755) (po lewej) i jego żony Barbary Elisabeth von Dyhrn (1688-1726) (po prawej).
Zespół pałacowy – zachowany w całości – składa się z pałacu, dwóch budynków bramnych, tradycyjnie zwanych kordegardami z 1735 r., barokowego budynku rządcówki przebudowanego w stylu klasycystycznym na początku XIX w., danego budynku gorzelni, leśniczówki, dwóch budynków gospodarczych oraz barokowego domku ogrodnika. Układ znany z ryciny Friedricha Bernarda Wernera z ok. 1745 r. istnieje do dziś.

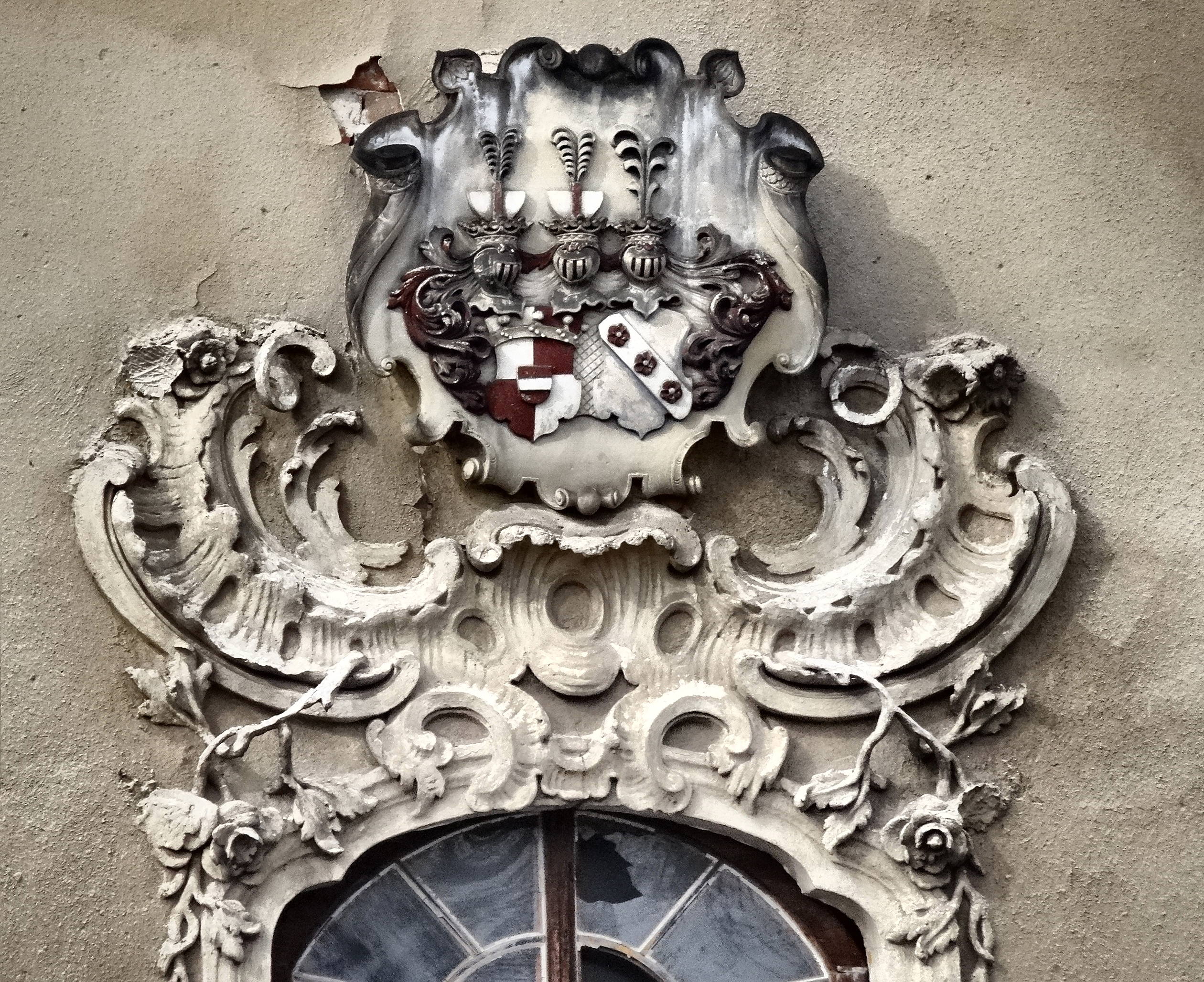
Kartusz z herbami
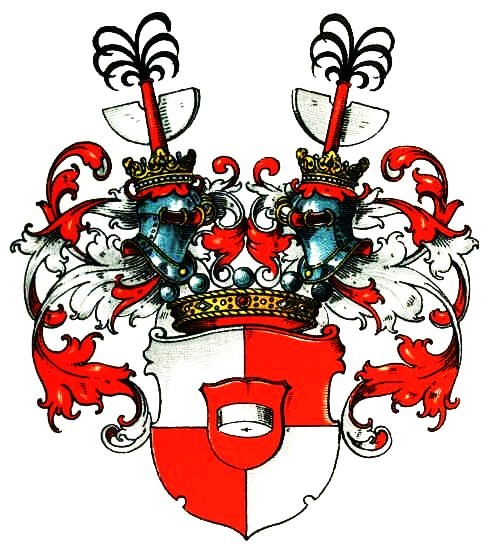
Herb Davida Kottwitz
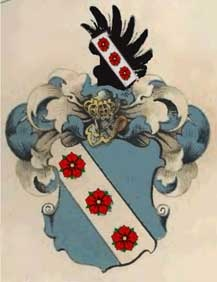
Herb Barbary Dyhrn
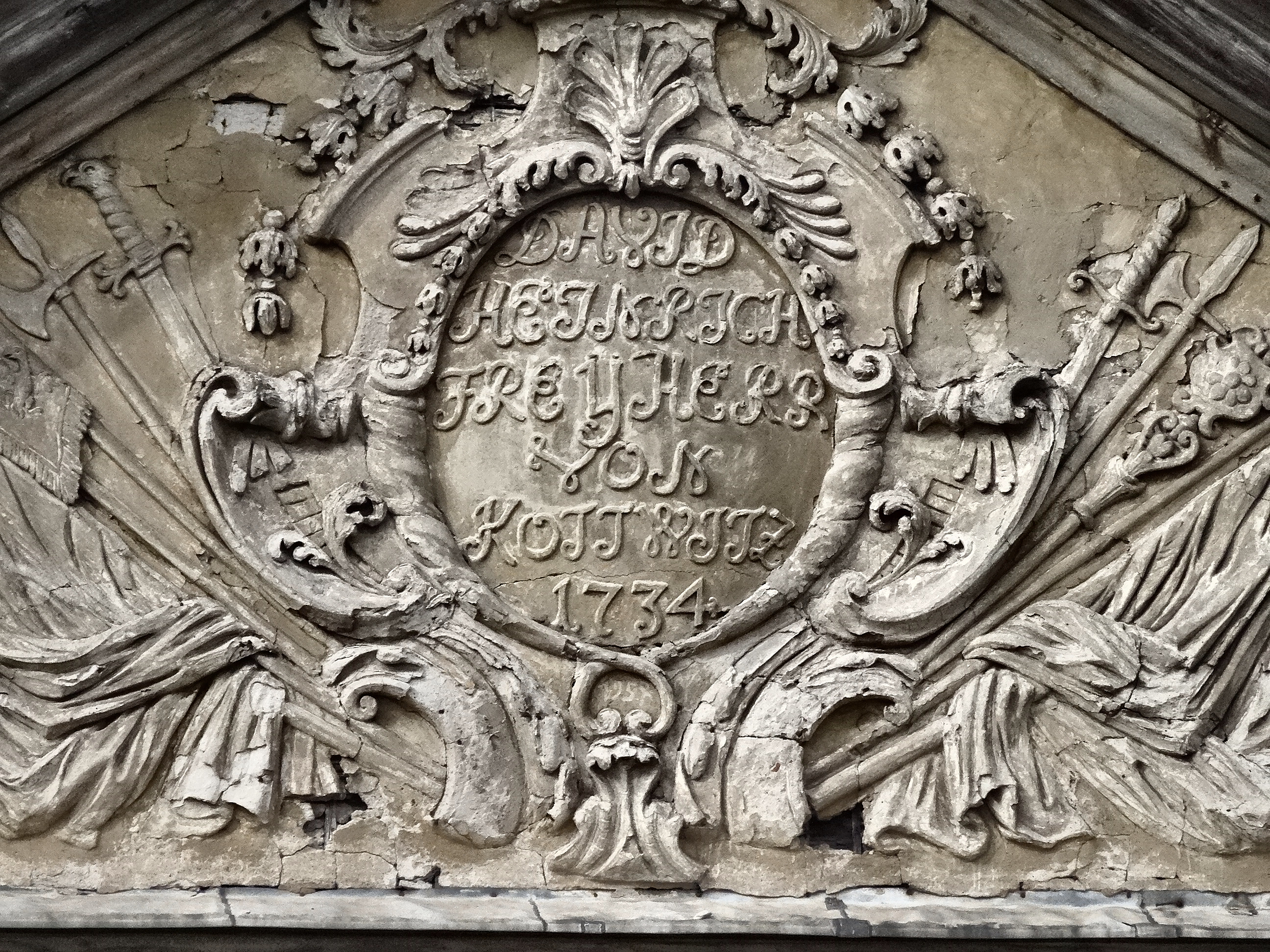
Medalion: Davida von Kottwitz